# Systemd

Składniki systemd

systemd – menadżer systemu i usług dla Linuksa, kompatybilny z Linux Standard Base oraz skryptami SysVinit. Nazwa systemd wywodzi się z Uniksowej konwencji nazewnictwa demonów (usług systemowych), tradycyjnie w formacie <nazwa_usługi> + 'd, często mylnie pisana jest z użyciem wielkich liter np. "SystemD".

## Funkcje systemd
- Możliwość równoległego uruchamiania usług
- Uruchamianie serwisów za pomocą aktywacji gniazda
- Uruchamianie usług na żądanie
- Śledzenie działania procesów przy pomocy grup kontrolnych cgroups
- Wsparcie dla zachowywania i przywracania stanu usług w systemie
- Utrzymanie punktów montowania i automatycznego montowania w systemie
- Transakcyjna implementacja logiki kontroli usług, oparta na zależnościach
- Kompatybilność z SysVinit